# Hrad na Blešenském vrchu
Hrad na Blešenském vrchu je zaniklý hrad, který stával na Blešenském vrchu nad vsí Dřemčice nedaleko Třebívlic v Ústeckém kraji. Z hradu v nadmořské výšce 520 metrů se zachovaly jen příkopy, valy a nevýrazné terénní relikty budov.

## Historie
O historii jménem neznámého hradu se nedochovaly žádné písemné zprávy. Při průzkumu byl nalezen jediný střep datovaný do 14.–15. století. Specifickým rysem hradu je vysunuté opevnění, které se objevuje na hradech vybudovaných nebo přestavěných husitskými hejtmany. Pravděpodobně se jednalo o vojenský opěrný bod, v jehož konstrukcích výrazně převládalo dřevo.

## Stavební podoba

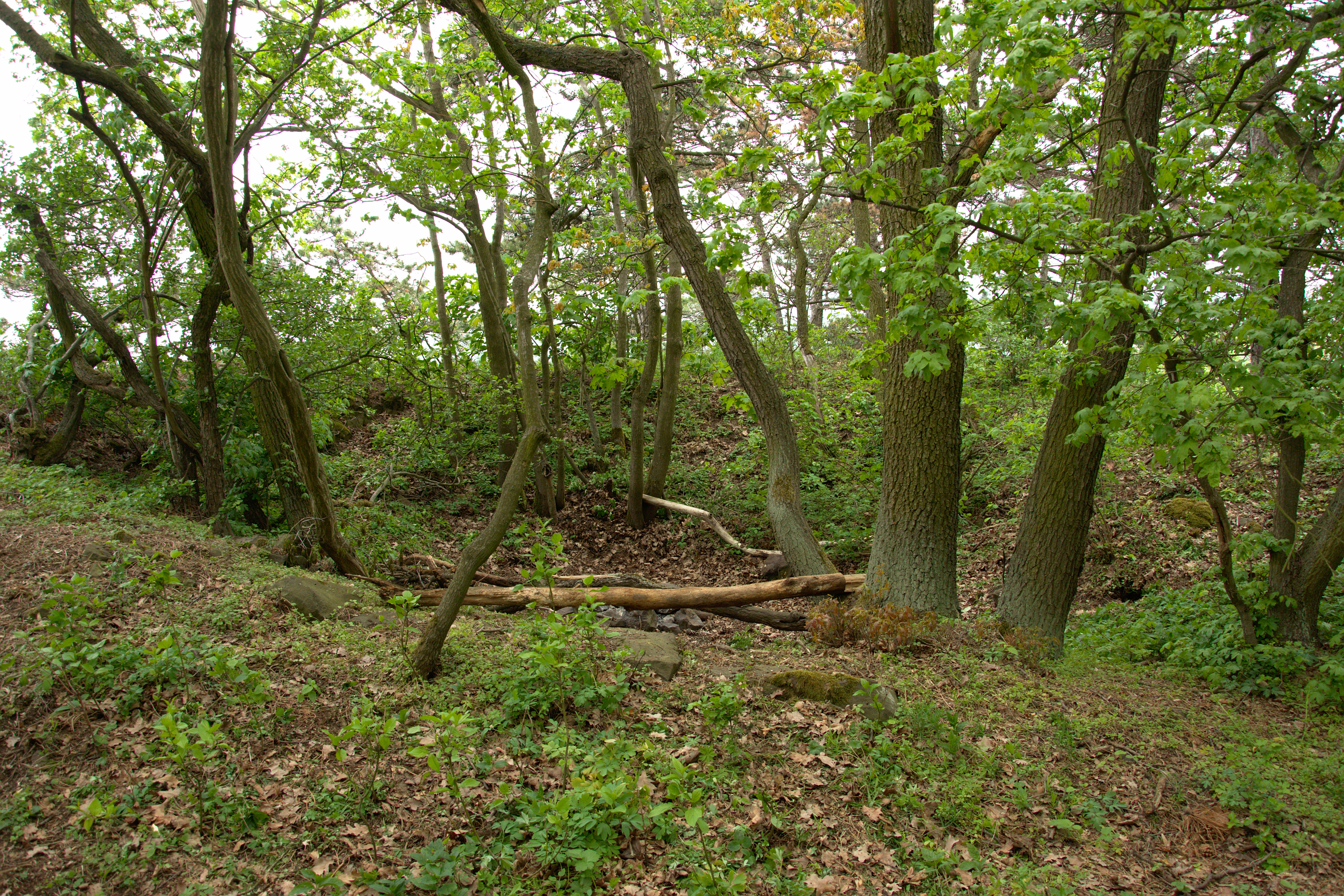
Zahloubený pozůstatek po budově

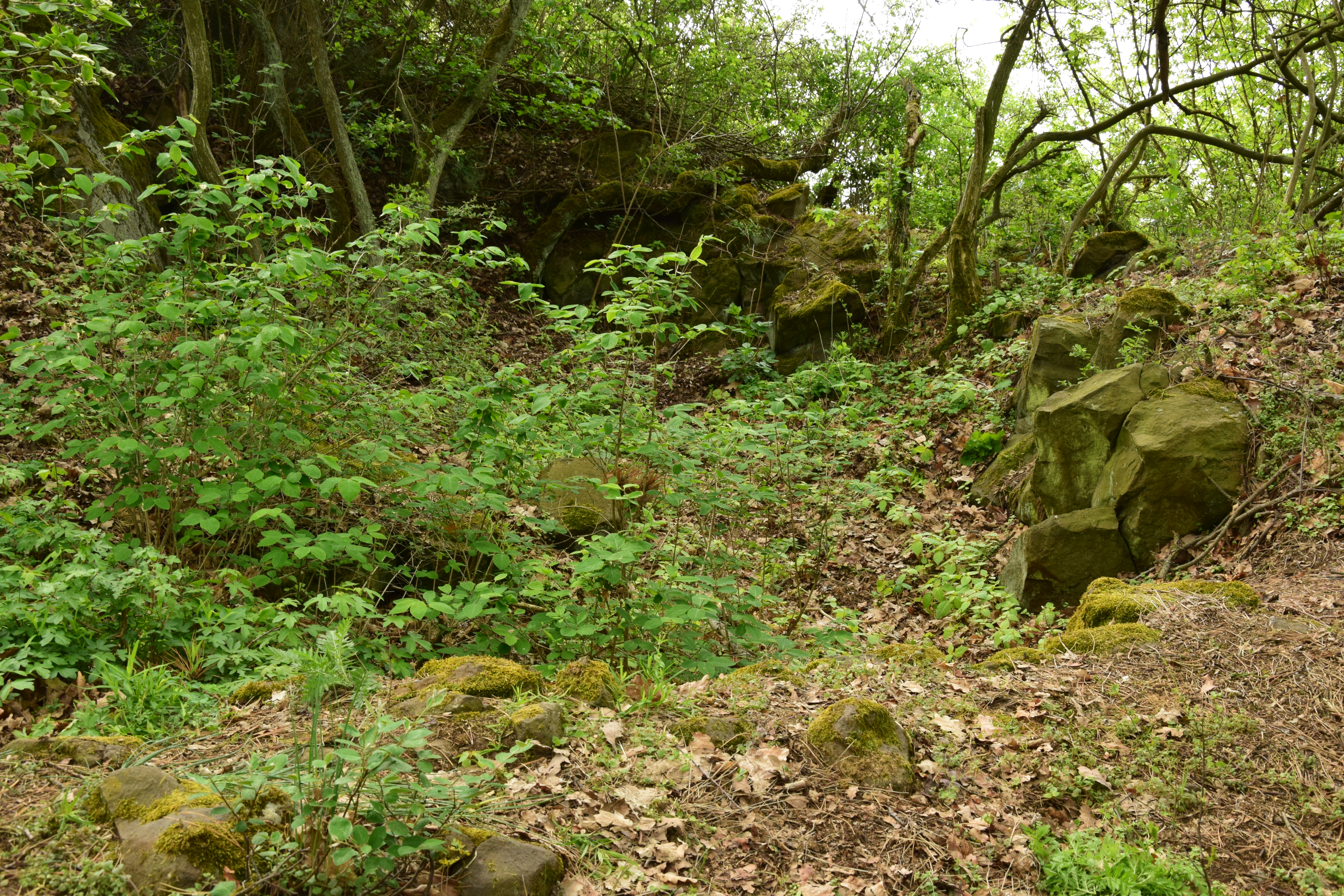
Cisterna pod vrcholovou skalkou

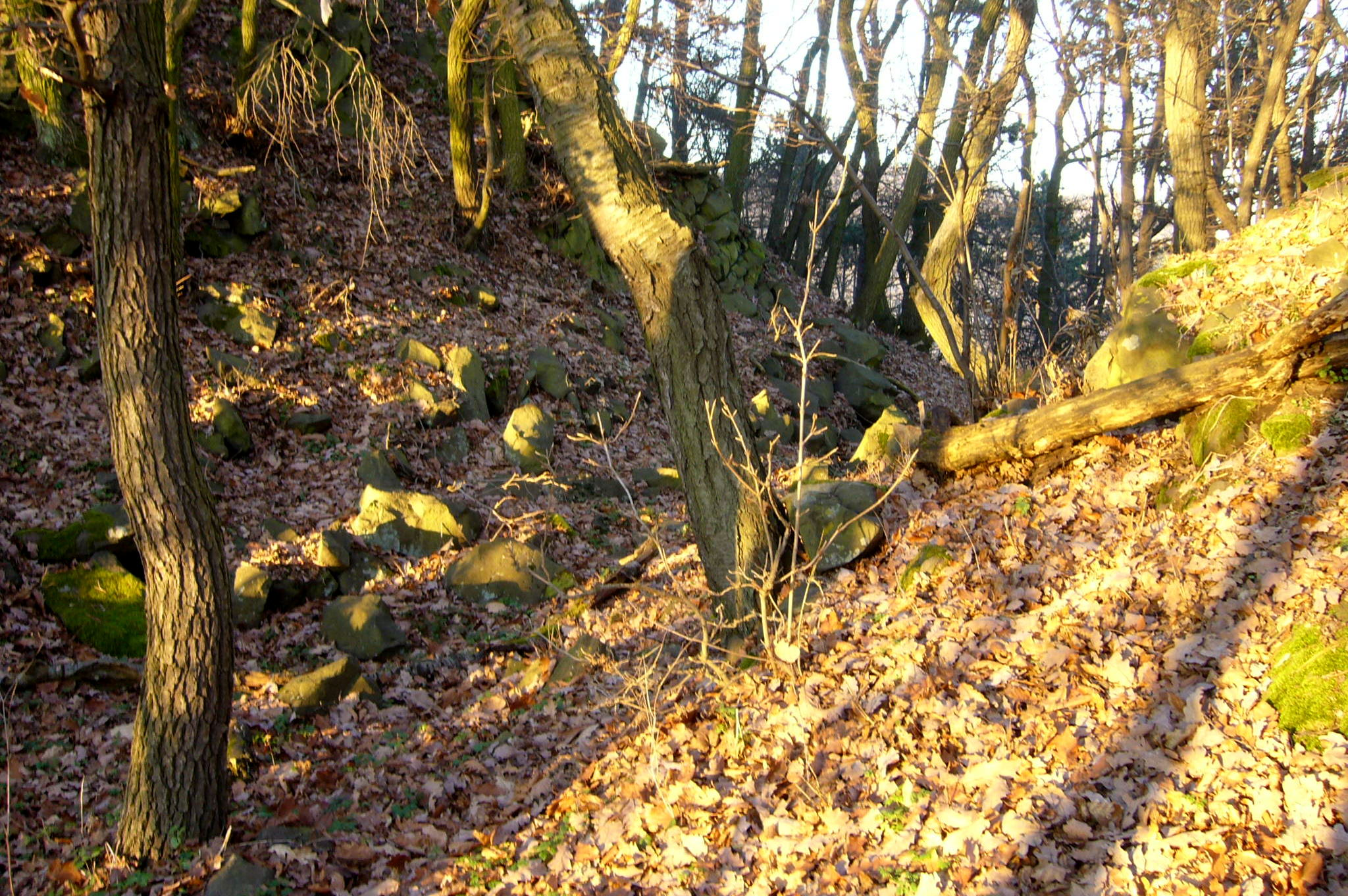
Příkop na jižní straně jádra

Přístupová cesta vedla od vsi Blešno ze západu, okolo dvora na severním úpatí kopce a stáčela se k jihovýchodu a po napojení na cestu od Dřemčic na východ, kde v místech zúžení cesty pravděpodobně stála brána předhradí. Předhradí vymezoval hřeben kopce na levé straně a na pravé straně opevnění, ze které zbyly drobné zbytky v severní části. Odtud vedla cesta směrem na sever ke druhé bráně, z níž se vcházelo na nádvoří obehnané blíže neznámou fortifikací, při jejíž východní a severovýchodní části se nacházela blíže neznámá zástavba. V severozápadním sousedství brány stával půlkruhový objekt blíže neznámé funkce. Na skalisku v jižním rohu nádvoří pravděpodobně stála věž. Pod ní byla vyhloubena cisterna, na jihovýchodní straně nádvoří příkop a za ním úzká terasa. Za terasou následuje další příkop, trojúhelníková plošina a svah.

## Přístup
Na vrchol s hradem vede od roku 2014 odbočka modré turistické stezky Třebívlice–Děkovka, ze které se odpojuje na rozcestí při jižním okraji lesa asi 100 m severně od okraje Dřemčic. Vystoupit na vrchol lze také lesními cestami z blízké osady Blešno.